# Wjatscheslaw Iwanowitsch Iwanow

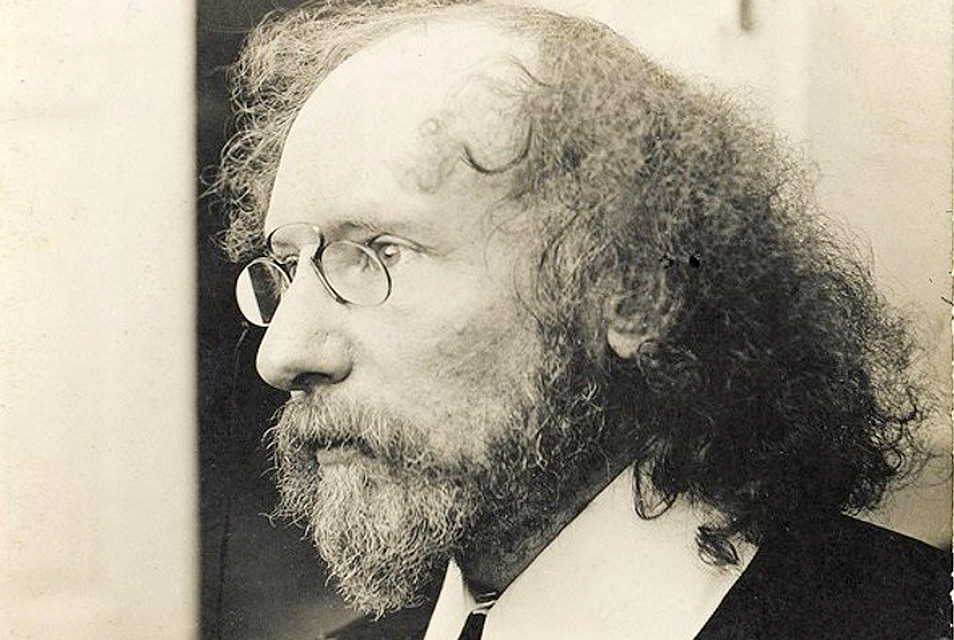
Wjatscheslaw Iwanow

Wjatscheslaw Iwanowitsch Iwanow (russisch Вячесла́в Ива́нович Ива́нов; * 16. Februarjul. / 28. Februar 1866greg. in Moskau, Russisches Kaiserreich; † 16. Juli 1949 in Rom, Italien) war ein russischer Philologe, Dichter und Autor. Er war eng mit der Bewegung des russischen Symbolismus verbunden.

## Leben
Nach dem Abschluss am Ersten Moskauer Gymnasium studierte Iwanow an der dortigen Lomonossow-Universität die Fächer Geschichte und Philosophie. 1886 ging er an die Berliner Friedrich-Wilhelm-Universität und studierte dort unter anderem bei Theodor Mommsen und Otto Hirschfeld Römisches Recht, Wirtschaftswissenschaften und Archäologie. In dieser Zeit lernte er die Gedanken von Friedrich Nietzsche und die deutschen Romantiker wie Novalis und Friedrich Hölderlin kennen. Sein Studium der Archäologie setzte er 1892 in Rom fort, wo er seine Dissertation abschloss.

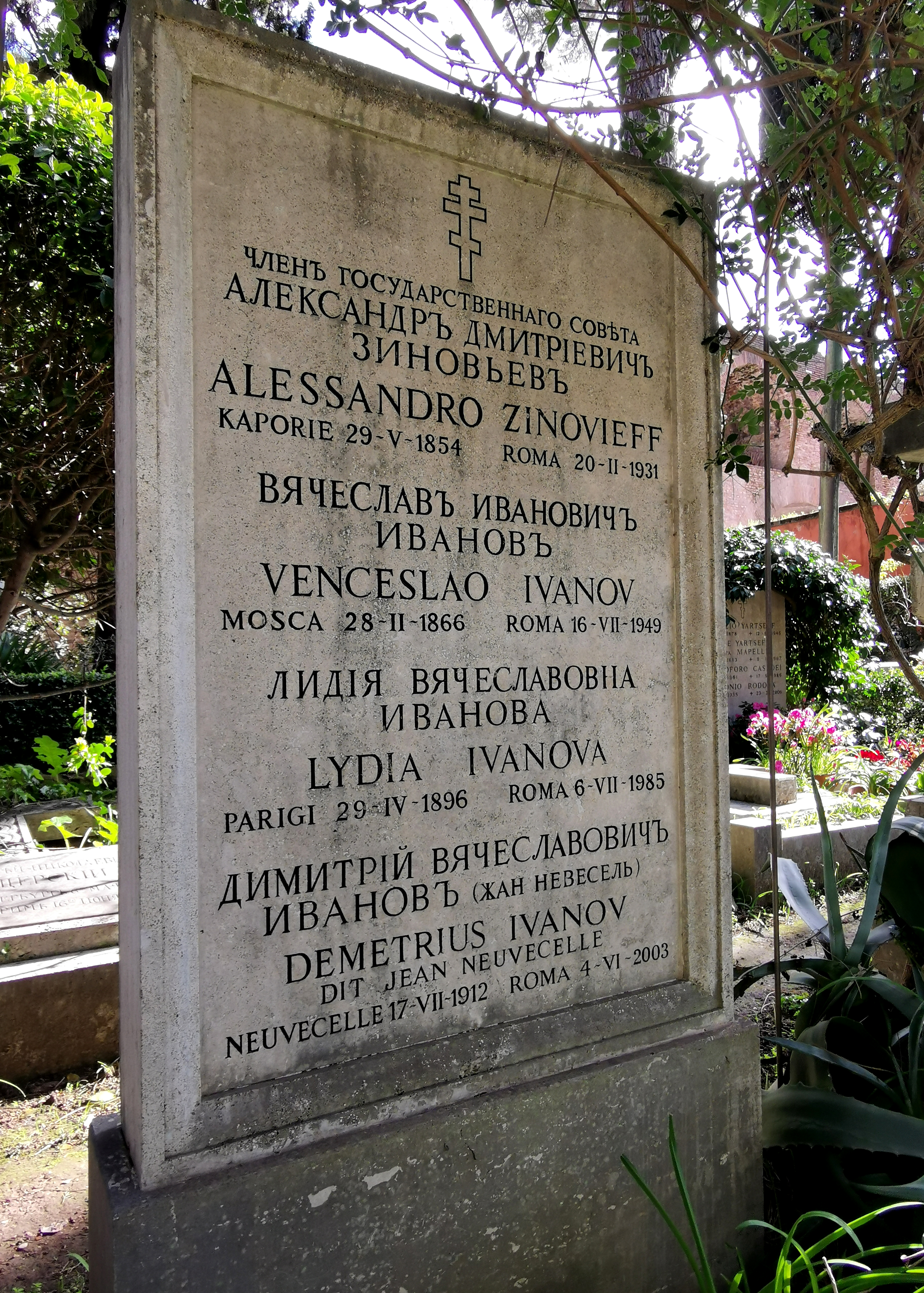
Grab auf dem Nichtkatholischen (Protestantischen) Friedhof Rom

In Rom lernte Iwanow die geschiedene Lydia Sinowjewa-Annibal kennen. Nachdem sie beide nach dem orthodoxen Kirchenrecht geschieden worden waren, heirateten sie 1899, zogen zuerst nach Athen, zogen nach Genf um und machten eine Pilgerfahrt nach Ägypten und Palästina. Italien besuchte Iwanow sehr häufig, um dort Studien der Renaissancekunst durchzuführen. Seine Eindrücke in der Lombardei und den Alpen wurden in seinen ersten Sonetten festgehalten.

## Gedanken zum Dionysos-Kult und das Theater

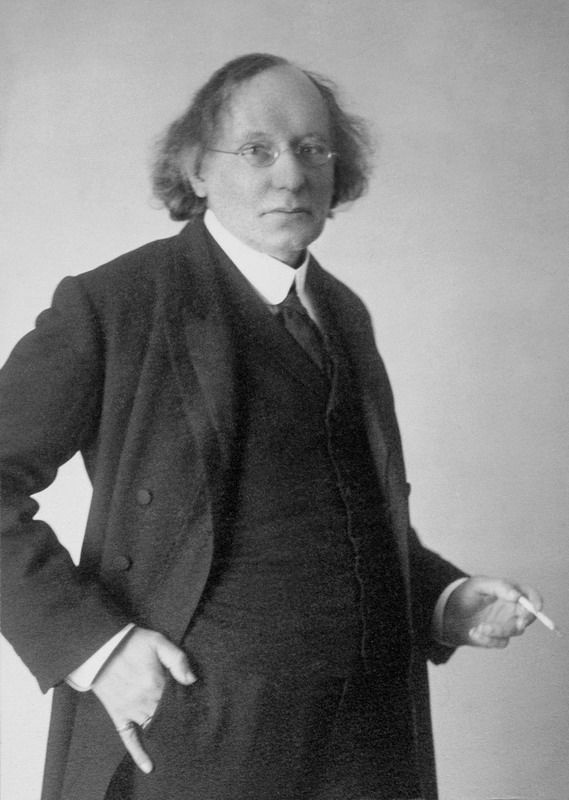
Iwanow im Jahr 1910

Zu Beginn des 20. Jahrhunderts veröffentlichte Iwanow seine Ansichten zum Römischen Reich und zum Dionysoskult des alten Griechenlands. Seine Veröffentlichung aus dem Jahre 1904 Die hellenische Religion und der Leidende Gott folgt im Wesentlichen den Gedanken Nietzsches in Die Geburt der Tragödie und beschreibt die Wurzeln der Literatur allgemein und speziell der Tragödie als aus den antiken Mysterienspielen abstammend.
1905 veröffentlichte Iwanow seine erste Sammlung mit Werken, die er ein Jahrzehnt vorher verfasst hat. Man verglich die Gedichte wegen der kalkulierten archaischen Art mit denen von John Milton oder auch von Wassili Kirillowitsch Trediakowski. Sie wurden als herausragende Beispiele des russischen Symbolismus gepriesen. Im gleichen Jahr kehrte er nach Russland zurück, wo er als fremdartige Figur gefeiert wurde. Er ließ sich in einem Turmhaus gegenüber dem Taurischen Palais in St. Petersburg nieder, wo er den bekanntesten literarischen Salon zusammen mit seiner Ehefrau unterhielt. Sein Haus stand anderen Vertretern des Symbolismus wie dem Dichter Alexander Alexandrowitsch Blok, dem Philosophen Nikolai Alexandrowitsch Berdjajew, aber auch Künstlern wie Konstantin Andrejewitsch Somow und dem Dramatiker und Theaterregisseur Wsewolod Emiljewitsch Meyerhold offen.
Seine beiden Theaterstücke, Tantalus aus dem Jahre 1905 und Prometheus (1919), schrieb Iwanow nach dem Vorbild antiker Tragödien.

## Späte Jahre und Exil
Iwanows Frau starb 1907. In den Jahren 1912 bis 1913 unternahm er eine Italienreise. Nach seiner Rückkehr lernte er in St. Petersburg den Kritiker Michail Gerschenson, den Philosophen Sergei Bulgakow und den Komponisten Alexander Skrjabin kennen. Er übersetzte viele Werke aus der griechischen Antike ins Russische. 1920 zog er nach Baku in Aserbaidschan, wo er den Lehrstuhl für Klassische Philologie an der dortigen Universität innehatte und schrieb an seinem 1923 veröffentlichten Werk zum Dionysoskult, welches gleichzeitig seine Doktorarbeit für seine Promotion war.
Erst 1924 bekam Iwanow eine Genehmigung zur Ausreise aus der Sowjetunion. Er ging nach Rom, wo er eine Professorenstelle am Russicum als Professor für die Altkirchenslawische Sprache fand. Als Vertreterin seiner Interessen in Moskau diente ihm die Kunsthistorikerin Olga Schor, die 1927 zu ihm nach Rom kam und dann seine Assistentin war. 1937 konvertierte er zum römisch-katholischen Glauben. Er starb in Rom und ist auf dem Cimitero Acattolico beigesetzt.

## Werke
in englischer Sprache
- Selected Essays. Northwestern University Press, Evanston, Illinois, USA, ISBN 0-8101-1522-0.

in deutscher Sprache
- Dionysos und die vordionysischen Kulte, Hrsg. Michael Wachtel und Christian Wildberg. Verlag Mohr-Siebeck, Tübingen 2012, ISBN 978-3-16-150208-8.
- Des einen Kreuzes Arme sind wir zwei, Gedichte. Auswahl, Übersetzung und Vorwort von Christoph Ferber. Edition Raute, Dresden 2011, ISBN 978-3-933777-21-8.
- Briefwechsel zwischen zwei Zimmerecken / M. Gerschenson und W. Iwanow. Klett-Cotta, Stuttgart 1990, ISBN 3-608-95219-5.
- Das alte Wahre, Essays. Suhrkamp, Berlin/Frankfurt am Main 1954.
- Tantalos. Rauch, Dessau 1940.
- Die russische Idee. Übers. u. mit Einleitg. vers. von J. Schor. J. C. B. Mohr, Tübingen 1930.

in russischer Sprache
- Anima, aus dem Deutschen übersetzt von Simon Ljudwigowitsch Frank, Fakultät der Philologe und der Künste, Universität St. Petersburg 2009.